# Aptos Hills
Aptos Hills es un área no incorporada ubicada en el condado de Santa Cruz en el estado estadounidense de California.

## Geografía
Aptos Hills se encuentra ubicada en las coordenadas 36°57′50″N 121°51′44″O / 36.96389, -121.86222.